# Lenovo Center
El Lenovo Center (originalmente conocido como Raleigh Entertainment and Sports Arena y anteriormente como RNC Center y PNC Arena) es un recinto multiusos situado en Raleigh, en el estado de Carolina del Norte (Estados Unidos). Es el estadio donde Carolina Hurricanes (NHL) y el equipo de baloncesto de la Universidad de Carolina del Norte (los  NC State Wolfpack) disputan sus encuentros como local.
El recinto fue inaugurado en 1999 y se encuentra ubicada en un complejo deportivo donde también se encuentran el Estadio Carter–Finley de fútbol americano, el Dorton Arena y el recinto donde se celebra la feria del Estado. Su patrocinador desde 2012 es PNC Financial Services, división del Royal Bank of Canada, quien compró los derechos de RBC Bank.

## Historia
El estadio multiusos se construyó pensando en NC State Wolfpack, el equipo de baloncesto de la Universidad Estatal de Carolina del Norte. A finales de los años 1980, se diseñó un proyecto con capacidad para 23.000 espectadores en Raleigh, pero su construcción se demoró por falta de financiación entre las autoridades locales y la universidad. La idea se retomó en 1997, después de que el propietario de los Hartford Whalers de hockey sobre hielo, Peter Karmanos, Jr., anunciara el traslado de su franquicia a Carolina del Norte. La primera piedra se puso el 22 de julio de 1997, y dos años después el centro estaba listo con un coste de 158 millones de dólares.
Conocido entonces como RBC Center y Raleigh Entertainment and Sports Arena, se inauguró el 29 de octubre de 1999 con un partido de la NHL entre Carolina Hurricanes y New Jersey Devils. Desde entonces, el recinto se ha usado para encuentros de hockey sobre hielo, baloncesto universitario, eventos de wrestling como el SummerSlam (2000) y conciertos. Desde 2000 hasta 2002 fue también hogar de Carolina Cobras, una franquicia de expansión de la Arena Football League.
En 2006, RBC Center vivió su evento más importante cuando los Hurricanes ganaron la primera Copa Stanley de su historia. Está previsto que en 2011 albergue el partido de las estrellas de la NHL.